# Ludwig Mies van der Rohe
Ludwig Mies van der Rohe (Aquisgrà, 27 de març de 1886 – Chicago, 17 d'agost de 1969) va ser un arquitecte alemany, considerat com un dels més destacats del segle xx. Les característiques de la seva obra queden resumides pel seu lema "Menys és més". Va ser un membre destacat de l'anomenat Estil Internacional en arquitectura.

## Biografia

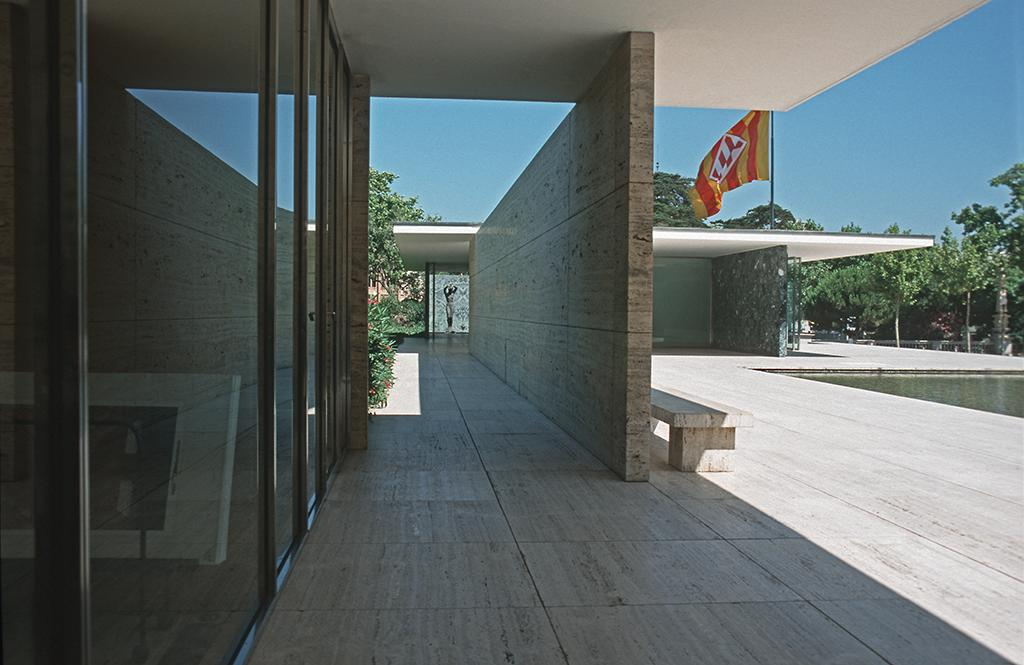
Pavelló d'Alemanya, reconstruït l'any 1986

Fou el fill d'un negociant de marbres. L'any 1913 es traslladà a Berlín per completar els seus estudis d'arquitectura. Allà entrà a treballar a l'estudi de Peter Behrens, on va prendre contacte amb Walter Gropius. En aquell estudi també hi va treballar Le Corbusier. L'any 1912 va obrir el seu primer estudi d'arquitectura a la capital alemanya.
Després de la Primera Guerra Mundial, en la que Mies hi va participar, la seva família es trencà. Va ser llavors que va entrar en contacte amb l'avantguarda del moment. El 1918 va afegir-se al Novembergruppe.
Cap a l'any 1919 començà a desenvolupar projectes on es començaven a mostrar aquells trets que posteriorment caracteritzarien la seva obra, com els gratacels de vidre i acer, o els edificis residencials de planta única amb espai interior continu. Durant aquesta etapa, Mies començà a elaborar les seves primeres obres significatives.
L'any 1929 construí el Pavelló d'Alemanya per a l'Exposició Internacional de Barcelona. A la mateixa època va projectar la Casa Tugendhat a Brno (República Txeca), aixecada l'any 1930 i que va tenir molta repercussió internacional.
Va ser aquell mateix any que Mies va ser nomenat director de la Bauhaus, la prestigiosa escola d'arquitectura i arts aplicades fundada per Walter Gropius, on va substituir Hannes Mayer. L'any següent, l'escola va ser obligada a abandonar Dessau per la pressió nazi i es va traslladar a Berlín. Finalment, l'any 1933 la Bauhaus va haver de tancar.
El 18 d'agost del 1934 va subscriure amb un grup d'artistes una crida al diari nazi Völkischer Beobachter per donar suport al Referèndum sobre el cap d'estat del Reich, que fins llavors reunia tot el poder en mans de Hitler. Malgrat que va provar d'adaptar-se al règim, per als nazis era persona non grata i ja no va rebre cap encàrrec oficial. Tant el seu projecte per a la nova banca nacional com el per al pavelló de l'exposició universal de Brussel·les del 1935, malgrat incloure-hi un decorat amb àguiles i esvàstica, van ser refusats.
Mies va emigrar als Estats Units, on va ser nomenat l'any 1938 director de la facultat d'arquitectura de l'Illinois Institute of Technology de Chicago. Allí va desenvolupar al període 1940 - 1956 nombrosos projectes, dels quals destaquen el nou campus de la universitat que dirigia, on Mies va fer ús dels materials més característics de la seva obra, l'acer i el vidre. També va ésser durant aquest període quan va projectar una de les seves obres més emblemàtiques, la Casa Farnsworth, situada a un prat inundable d'Illinois. Aquest edifici, amb façana de vidre i amb planta totalment diàfana i aixecada del terra, destaca per la seva simplicitat i la seva relació amb l'entorn natural que l'envolta.
Entre els anys 1948 i 1951 va aconseguir aixecar els seus primers gratacels, uns edificis residencials a Chicago, on l'arquitecte va aplicar la idea del mur cortina, pel que la façana ja no té funcions estructurals i pot ser lleugera i íntegrament de vidre. Uns anys més tard va construir el seu gratacels més emblemàtic, el Seagram Building de Nova York, on va perfeccionar el mètode del mur cortina. Aquest edifici és un model d'edifici d'oficines que va tenir molta influència en el disseny dels espais laborals al segle xx.
Anys més tard Mies va tornar a construir a Alemanya. L'any 1968, va aixecar la Galeria Nacional de Berlín, on va emprar novament el vidre i l'acer com a principals materials.
El 17 d'agost de 1969 Ludwig Mies van der Rohe va morir a Chicago, deixant com a llegat una extensa i reconeguda trajectòria com a arquitecte i una àmplia obra que es va desenvolupar majoritàriament als Estats Units i al Canadà.

### Vida personal
El 1913, Mies es va casar amb Adele Auguste (Ada) Bruhn (1885-1951), filla d'un ric industrial. La parella es va separar el 1918, després de tenir tres filles: Dorothea (1914-2008), una actriu i ballarina coneguda com Georgia, Marianne (1915-2003), i Waltraut (1917-1959), que va ser investigadora i conservadora de l'Institut d'Art de Chicago. Durant el servei militar el 1917, Mies va tenir un fill fora del matrimoni.
El 1925 Mies va començar una relació amb la dissenyadora Lilly Reich que va acabar quan es va traslladar als Estats Units; des de 1940 fins a la seva mort, l'artista Lora Marx (1900-1989) va ser la seva companya principal. Mies va mantenir una relació romàntica amb l'escultora i col·leccionista d'art Mary Callery per a qui va dissenyar un estudi d'artista a Huntington, Long Island, Nova York. Va tenir una breu relació romàntica amb Nelly van Doesburg. Després d'haver-se conegut a Europa molts anys abans, es van tornar a trobar a Nova York el 1947 durant un sopar amb Josep Lluís Sert on li va prometre que ajudaria a organitzar una exposició a Chicago amb l'obra del seu difunt marit Theo van Doesburg. Aquesta exposició va tenir lloc del 15 d'octubre fins al 8 de novembre de 1947, amb el seu romanç oficialment acabat no gaire més tard. No obstant això, van romandre en bones condicions, passant la Pasqua junts el 1948 en una granja moderna renovada per Mies a Long Island, així com es van reunir diverses vegades més aquell any. També es rumorejava que tenia una breu relació amb Edith Farnsworth, que va encarregar el seu treball per a la Casa Farnsworth. El fill de la seva filla Marianne, Dirk Lohan (n. 1938), va estudiar i més tard va treballar per a Mies.

## Del tradicionalisme al modernisme

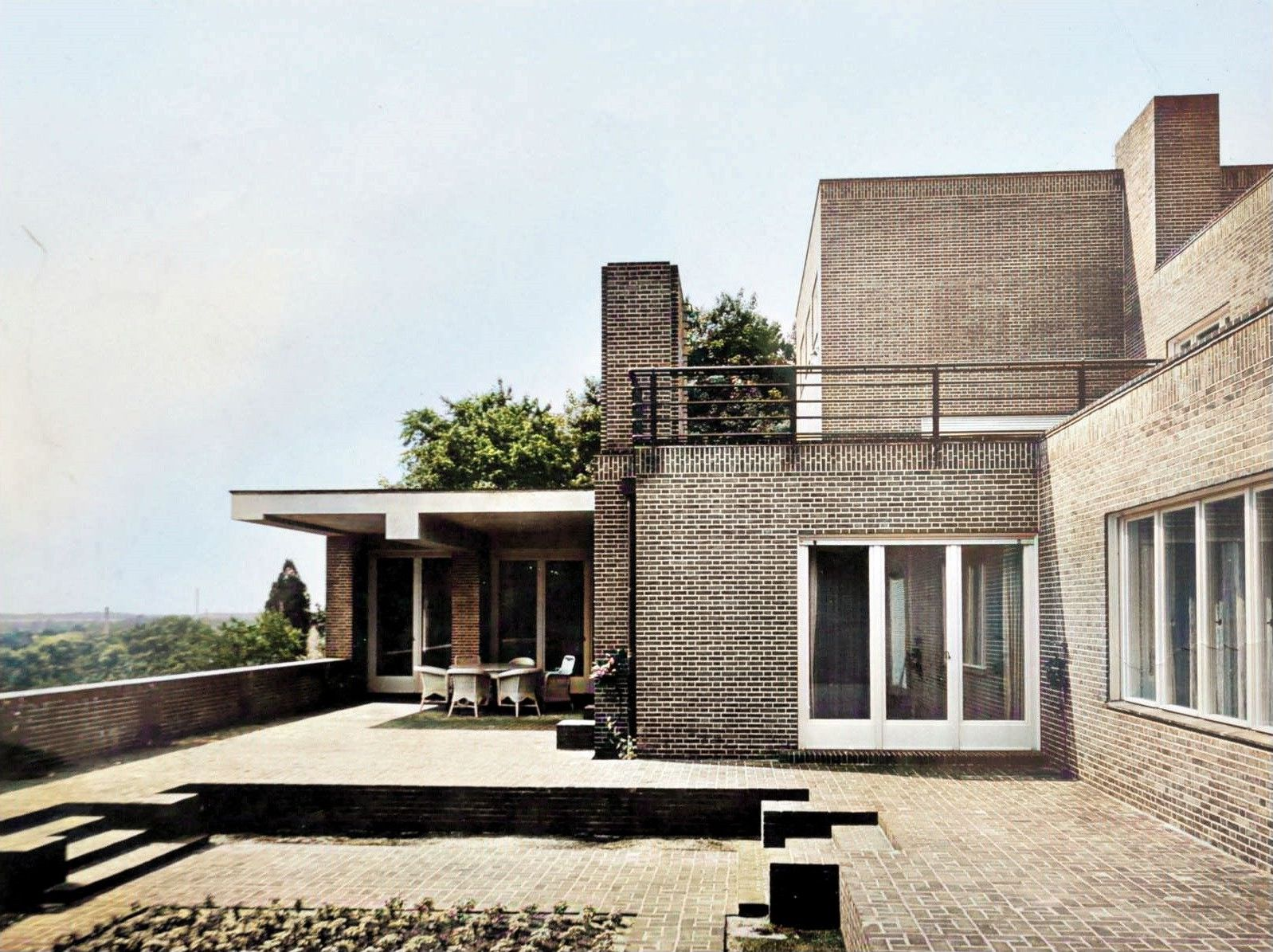
Patio de Villa Wolf, construït el 1926 a Guben per Erich i Elisabeth Wolf

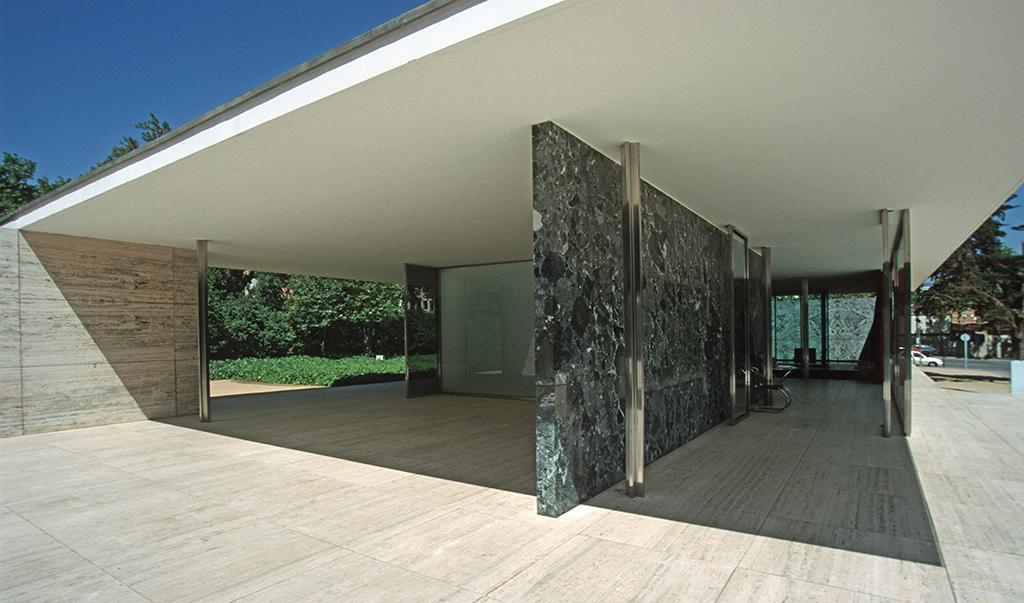
Pavelló alemany a Barcelona, construït el 1929 per a l'exposició mundial

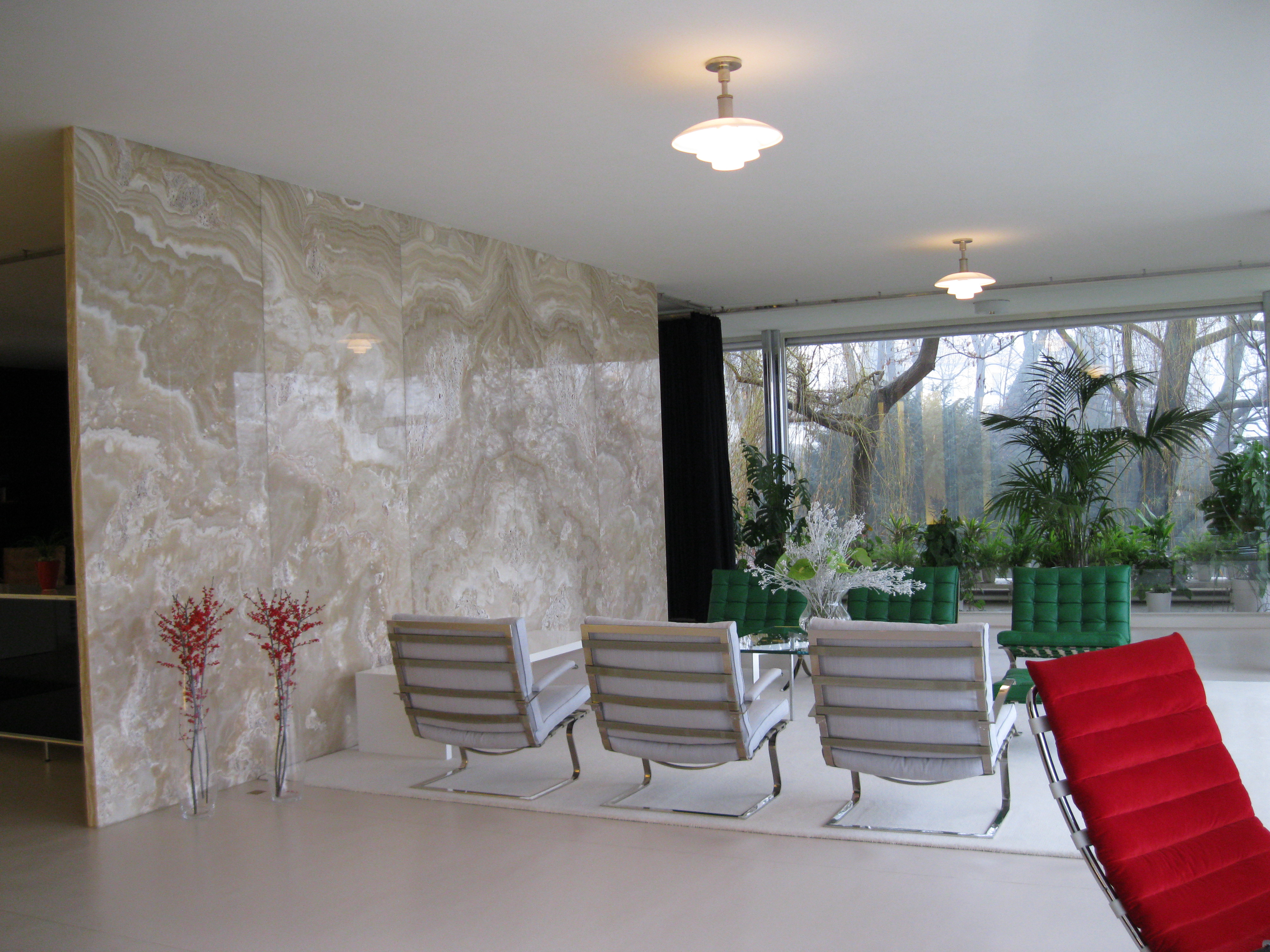
Vil·la Tugendhat construïda el 1930 a Brno per Fritz Tugendhat

Després de la Primera Guerra Mundial, mentre encara dissenyava cases neoclàssiques tradicionals, Mies va començar un esforç experimental paral·lel. Es va unir als seus companys d'avantguarda en la cerca d'un nou estil que seria adequat per a l'era industrial moderna. Els punts febles dels estils tradicionals havien estat atacats per teòrics progressistes des de mitjans del segle XIX, principalment per les contradiccions d'ocultar la tecnologia de construcció moderna amb una façana d'estils tradicionals ornamentats.
La creixent crítica dels estils històrics va guanyar una credibilitat cultural substancial després de la Primera Guerra Mundial, un desastre àmpliament vist com un fracàs de l'antic ordre mundial de lideratge Imperial d'Europa. Els estils aristocràtics clàssics de renaixement van ser particularment vilipendiats per molts com el símbol arquitectònic d'un sistema social ara desacreditat i antiquat. Els pensadors progressistes van demanar un procés de disseny arquitectònic completament nou guiat per la resolució racional de problemes i una expressió exterior de materials i estructura moderns en lloc del que consideraven l'aplicació superficial de façanes clàssiques.
Mentre continuava la seva pràctica de disseny neoclàssic tradicional, Mies va començar a desenvolupar projectes visionaris que, encara que majoritàriament no construïts, el van coetejar a la fama com a arquitecte capaç de donar forma que estigués en harmonia amb l'esperit de la societat moderna emergent. Mies va fer un debut modernista dramàtic el 1921 amb la seva sorprenent proposta de competició per al gratacel Friedrichstraße, seguit d'una versió corba més alta el 1922 anomenada el gratacel Glass.
Va construir la seva primera casa modernista amb la Vila Wolf el 1926 a Guben (avui Gubin, Polònia) per Erich i Elisabeth Wolf. Això va ser seguit per la Haus Lange i la Haus Esters el 1928.
Va continuar amb una sèrie de projectes pioners, que van culminar en les seves dues obres mestres europees: el Pavelló alemany temporal per a l'Exposició de Barcelona (també anomenat el Pavelló de Barcelona) el 1929 (una reconstrucció de 1986 ara es troba en el lloc original) i l'elegant Vil·la Tugendhat a Brno, Txecoslovàquia, acabada el 1930.
Es va unir a l'avantguarda alemanya, treballant amb la revista de disseny progressista G, que va començar el juliol de 1923. Va desenvolupar prominència com a director arquitectònic del Werkbund, organitzant la influent exposició d'habitatge modernista de Weissenhof Estate prototip. També va ser un dels fundadors de l'associació arquitectònica Der Ring. Es va unir a l'escola de disseny de Bauhaus d'avantguarda com el seu director d'arquitectura, adoptant i desenvolupant la seva aplicació funcionalista de formes geomètriques simples en el disseny d'objectes útils. Va ser el seu últim director.
Com molts altres arquitectes d'avantguarda de l'època, Mies va basar la seva missió arquitectònica i els principis en la seva comprensió i interpretació de les idees desenvolupades per teòrics i crítics que van considerar la disminució de la rellevància dels estils de disseny tradicionals. Va adoptar selectivament idees teòriques com els credos estètics del constructivisme rus amb la seva ideologia d'un muntatge escultòric eficient de materials industrials moderns. Els Mies van trobar atractiu en l'ús de formes simples rectilínies i planes, línies netes, ús pur del color, i l'extensió de l'espai al voltant i més enllà de les parets interiors exposades pel grup holandès De Stijl. En particular, la capa de subespais funcionals dins d'un espai global i la diferent articulació de parts expressada per Gerrit Rietveld apel·laven a Mies.
Les teories de disseny d'Adolf Loos van trobar ressonància amb Mies, en particular les idees de substituir elaborat ornament artístic aplicat amb la presentació directa de qualitats visuals innates de materials i formes. Loos havia proposat que l'art i l'artesania haurien de ser totalment independents de l'arquitectura, que l'arquitecte ja no hauria de controlar aquests elements culturals com els principis de les Belles Arts havien dictat. Mies també admirava les seves idees sobre la noblesa que es podria trobar en l'anonimat de la vida moderna.
L'atrevida obra dels principals arquitectes americans va ser admirada pels arquitectes europeus. Com altres arquitectes que van veure els dibuixos en Wasmuth Portfolio de Frank Lloyd Wright, Mies es va entusiasmar amb els espais de lliure circulació d'habitacions interconnectades que engloben el seu entorn exterior, com demostren els plans de pis obert de l'estil de la praderia americana de Wright. Les estructures d'enginyeria nord-americanes també es van considerar exemplars de la bellesa possible en la construcció funcional, i els gratacels americans van ser molt admirats.

## Obres representatives

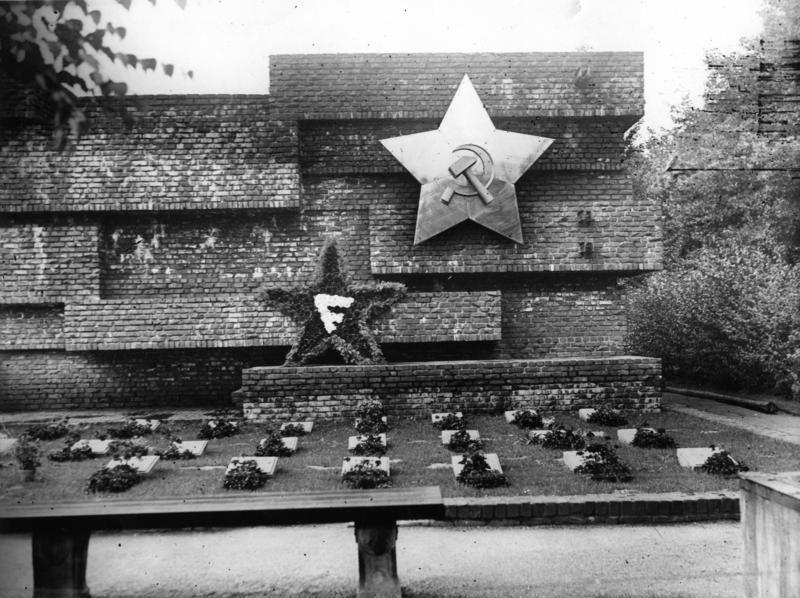
Memorial a Alemanya dissenyat per Ludwig Mies van der Rohe, construït per Wilhelm Pieck, i inaugurat el 13 de juny de 1926, posteriorment destruït pels nazis

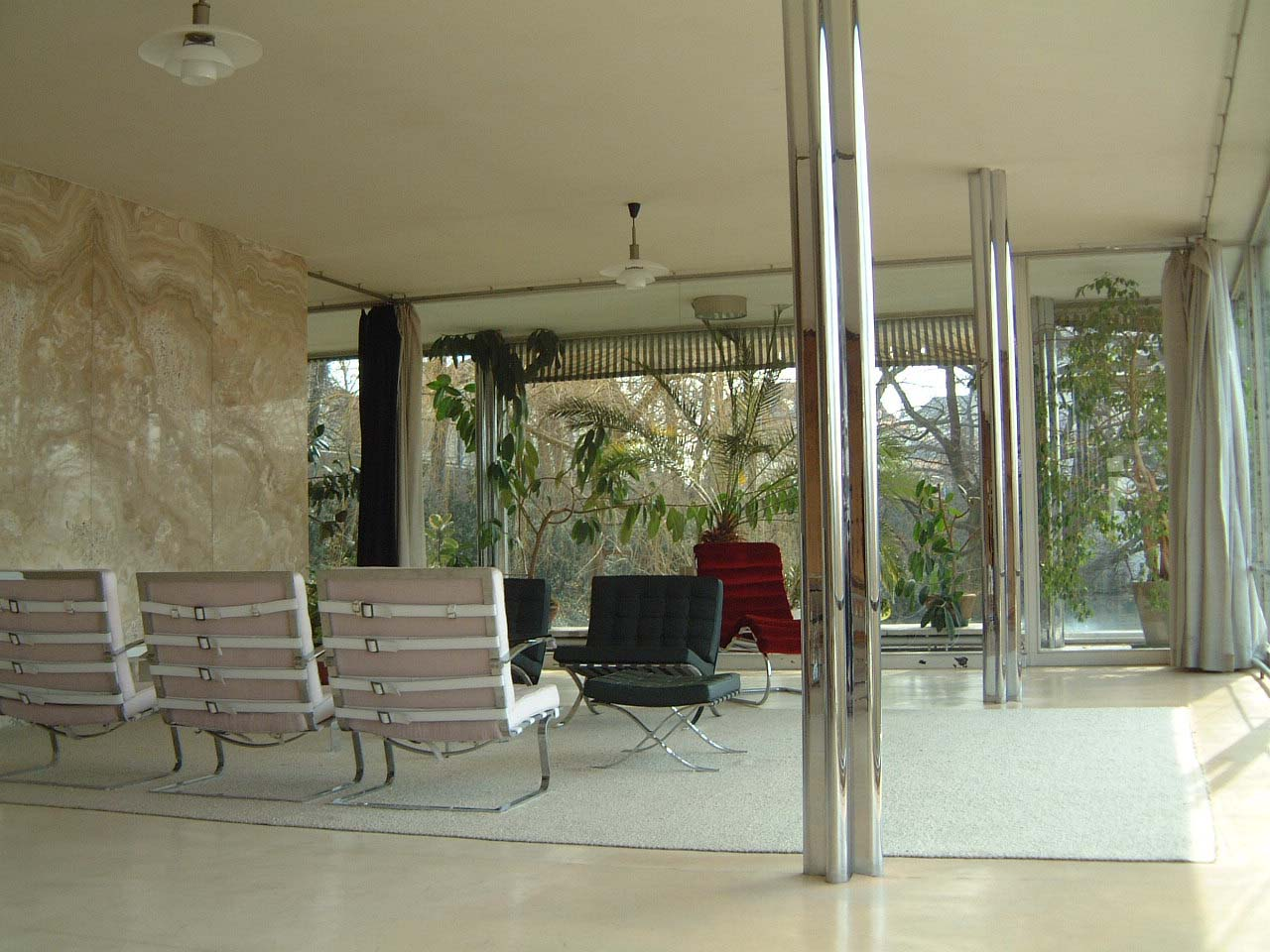
Casa Tugendhat

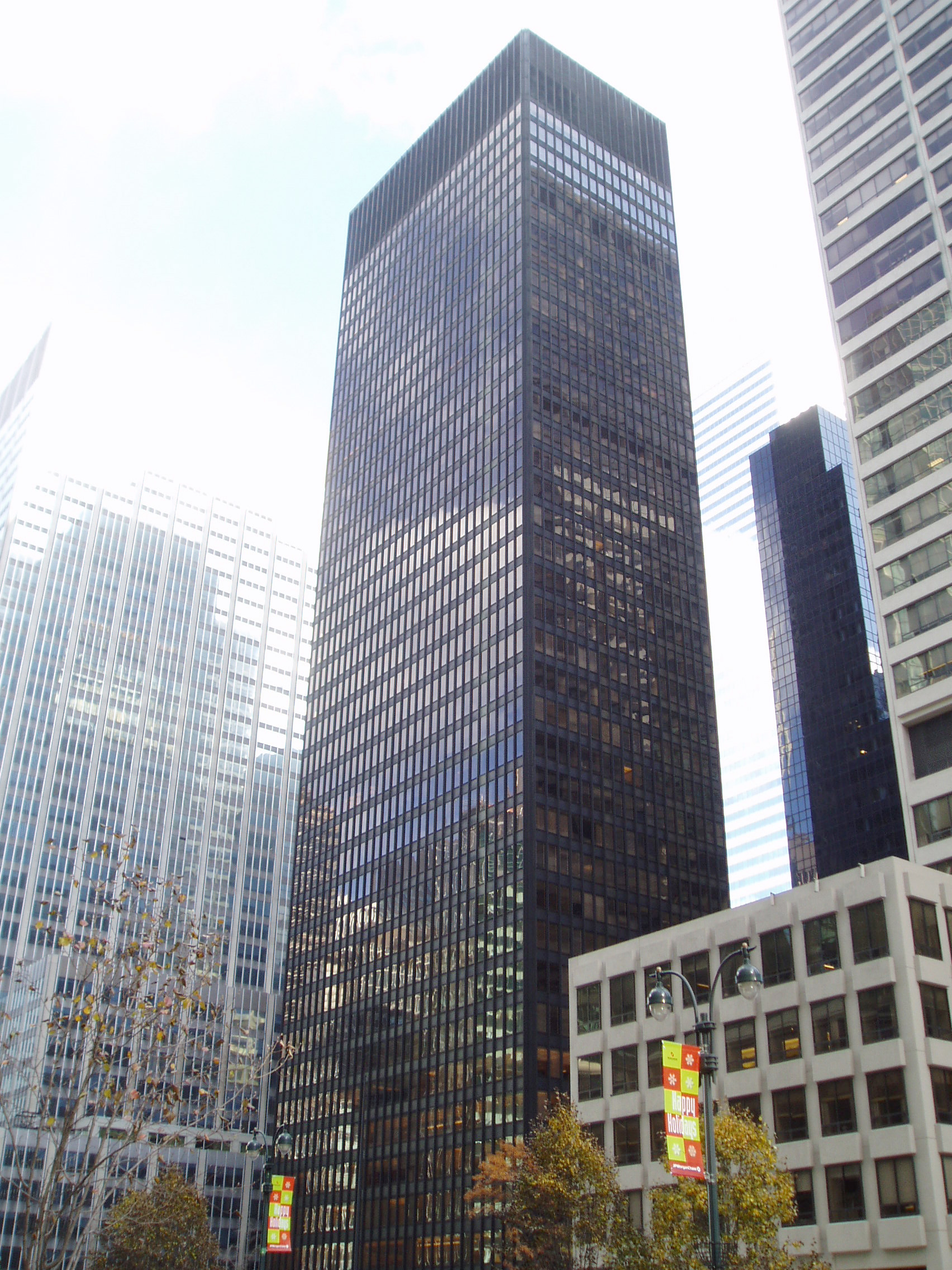
Seagram Building

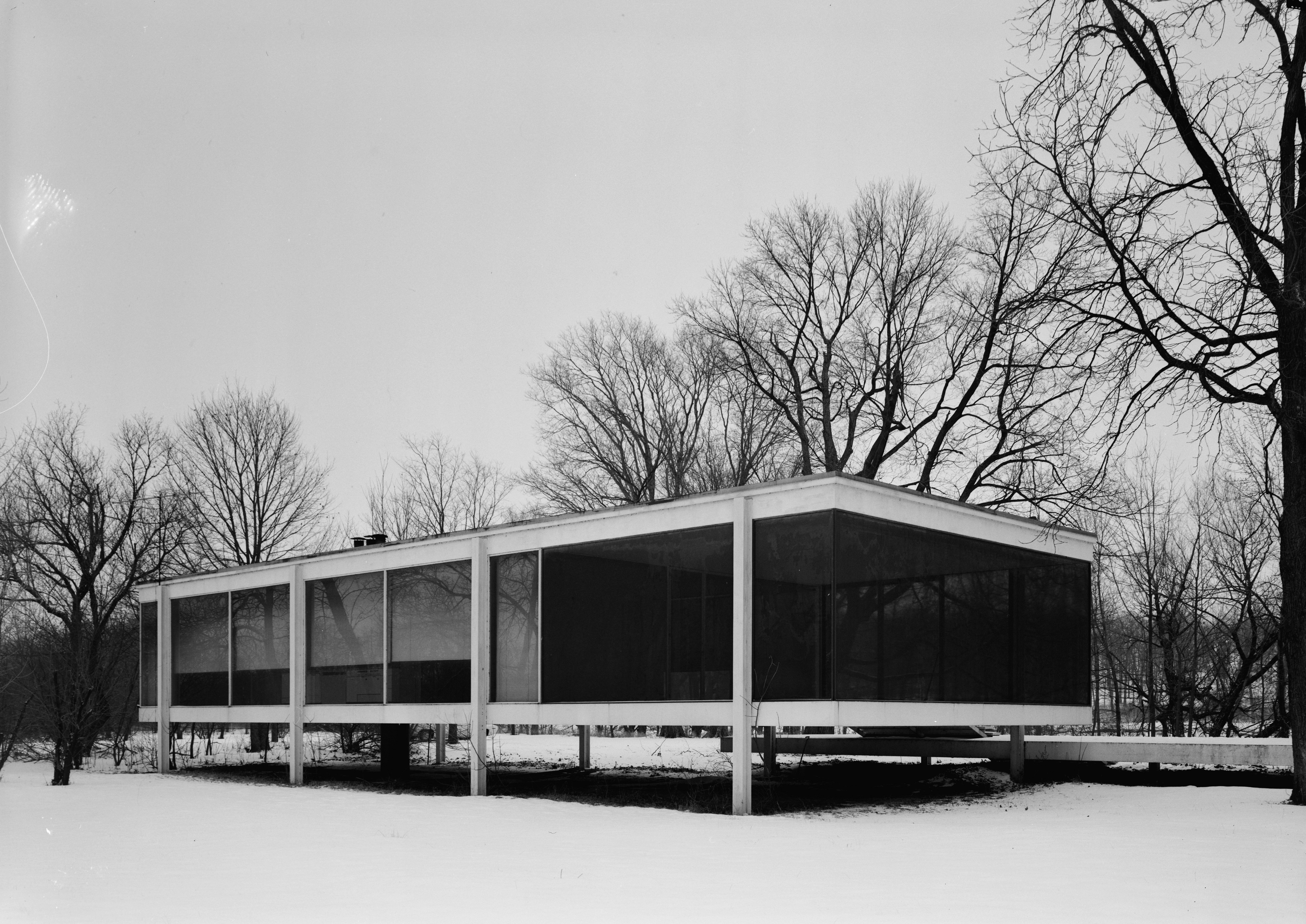
Casa Farnsworth

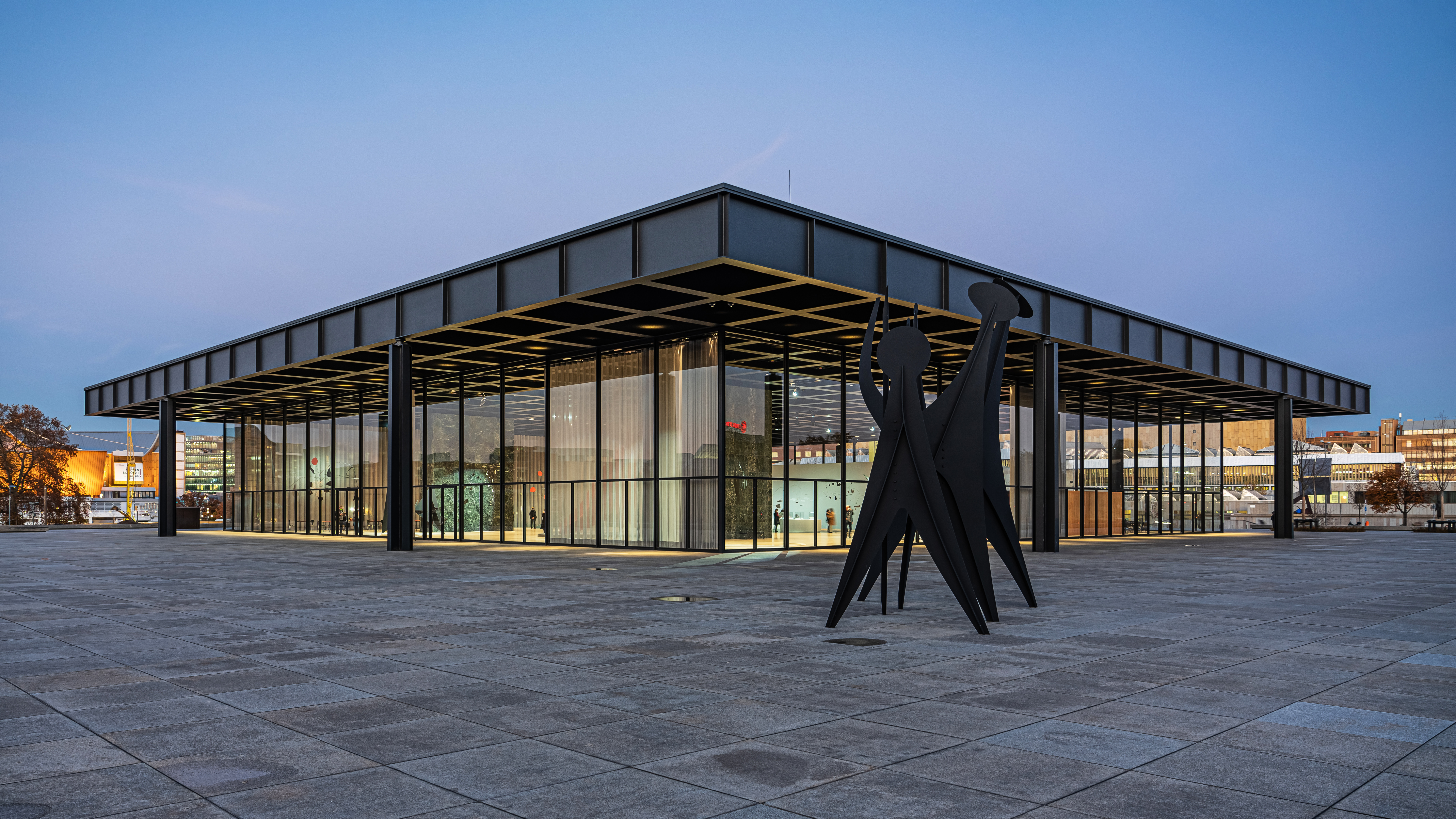
Neue Nationalgalerie a Berlín

### Canadà
- Toronto-Dominion Centre - Complex de torres d'oficines, Toronto.
- Westmount Square - Complex de torres d'oficines i residencials, Westmount.
- Nuns' Island - Tres torres residencials i una estació de servei Esso(tancada), Nuns' Island, Montreal (c.1969).

### República Txeca
- Casa Tugendhat - Edifici residencial, Brno.

### Alemanya
- Riehl House - Casa residencial, Potsdam (1907).
- Peris House - Casa residencial, Zehlendorf (1911).
- Werner House - Casa residencial, Zehlendorf (1913).
- Urbig House - Casa residencial, Potsdam (1917).
- Kempner House - Casa residencial, Charlottenburg (1922).
- Eichstaedt House - Casa residencial, Wannsee (1922).
- Feldmann House - Casa residencial, Wilmersdorf (1922).
- Mosler House - Casa residencial, Babelsberg (1926).
- Weissenhof Estate - Exposició d'habitatges coordinada per Mies i amb una contribució seua, Stuttgart (1927).
- Haus Lange/Haus Ester - Casa residencial i museu d'art, Krefeld.
- Neue Nationalgalerie - Museu d'art modern, Berlín.
- Auf dem Hügel - Essen

### Mèxic
- Edifici d'oficines de Bacardi - Edifici d'oficines, Ciutat de Mèxic.

### Espanya
- Pavelló d'Alemanya - Exposició Internacional de Barcelona de 1929, Barcelona.

### Estats Units
- The Promontory Apartments - Complex d'apartaments residencials, Chicago
- Martin Luther King, Jr. Memorial Library - Biblioteca pública del Districte de Columbia, Washington, DC
- Richard King Mellon Hall of Science - Universitat de Duquesne, Pittsburgh, PA (1968)
- IBM Plaza - Torre d'oficines, Chicago
- Lake Shore Drive Apartments - Edificis d'apartaments residencials, Chicago.
- Seagram Building - Torre d'Oficines, Nova York.
- Crown Hall - Col·legi d'Arquitectura, i altres edificis, a l'Illinois Institute of Technology.
- School of Social Services Administration, University of Chicago (1965)
- Casa Farnsworth - Edifici residencial, Plano, Illinois.
- Chicago Federal Center:
  - Dirksen Federal Building - Torre d'oficines, Chicago
  - Kluczynski Federal Building - Torre d'oficines, Chicago
  - United States Post Office Loop Station - Oficina General de Correus, Chicago
- One Illinois Center - Torre d'oficines, Chicago.
- One Charles Center - Torre d'oficines, Baltimore, Maryland.
- Highfield House Condominium | 4000 North Charles - Condominium Apartments, Baltimore, Maryland.
- Colonnade and Pavilion Apartments - Complex d'edificis residencials, Newark, Nova Jersey.
- Lafayette Park - Complex d'edificis residencials, Detroit, Michigan (1963).
- Commonwealth Promenade Apartments - Complex d'edificis residencials, Chicago (1956).
- Caroline Weiss Law Building, Cullinan Hall (1958) i Brown Pavilion (1974) afegits, Museum of Fine Art, Houston
- American Life Building - Louisville, Kentucky (1973; acabat desprñes de la mort de Mies per Bruno Conterato).